# Hans-Jürgen Walter

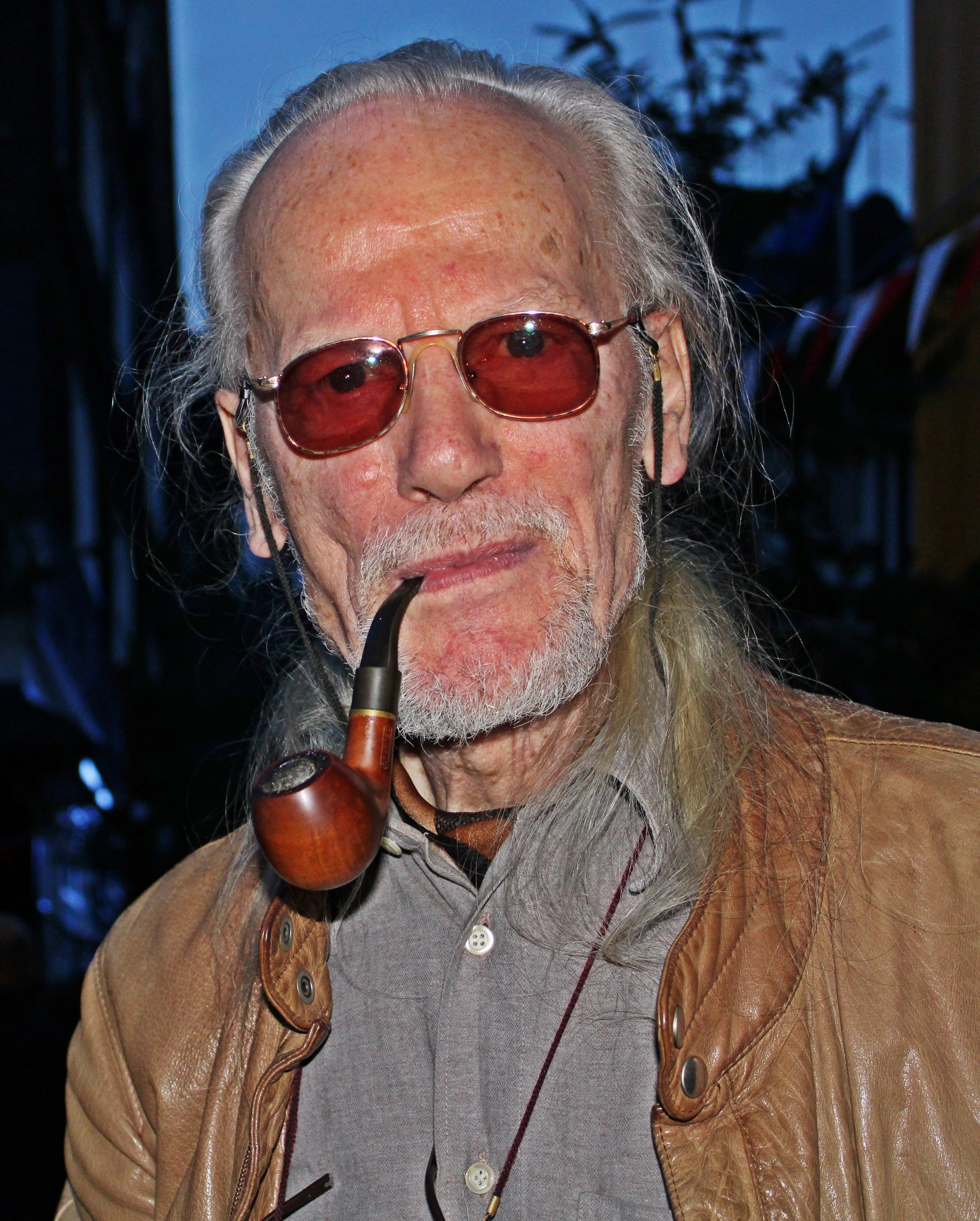
Hans-Jürgen Walter (2019)

Hans-Jürgen P. Walter (Duitsland, Gladenbach-Weidenhausen, 25 maart 1944) geldt als de belangrijkste grondlegger van de gestalttheoretische psychotherapie.
Hij was een student van Edwin Rausch en Friedrich Hoeth, twee bekende Gestalt-psychologen in Duitsland. De Gestalttheoretische psychotherapie werd door Walter, Rainer Kästl, Gerhard Stemberger en anderen vooral in Duitsland en Oostenrijk verder ontwikkeld en heeft tot op heden vooral in het Duitstalige gebied verbreiding gevonden. Zijn beginsel geldt als de gestalttheoretische bijdrage aan de ontwikkeling van de integratieve psychotherapie.
Hans-Jürgen Walter is in Duitsland en Oostenrijk in studie alsook als opleider werkzaam. Hij is erevoorzitter van de internationale Gesellschaft für Gestalttheorie und ihre Anwendungen (GTA) en co-uitgever van het internationale tijdschrift Gestalt Theory.